# Álbum de Auschwitz

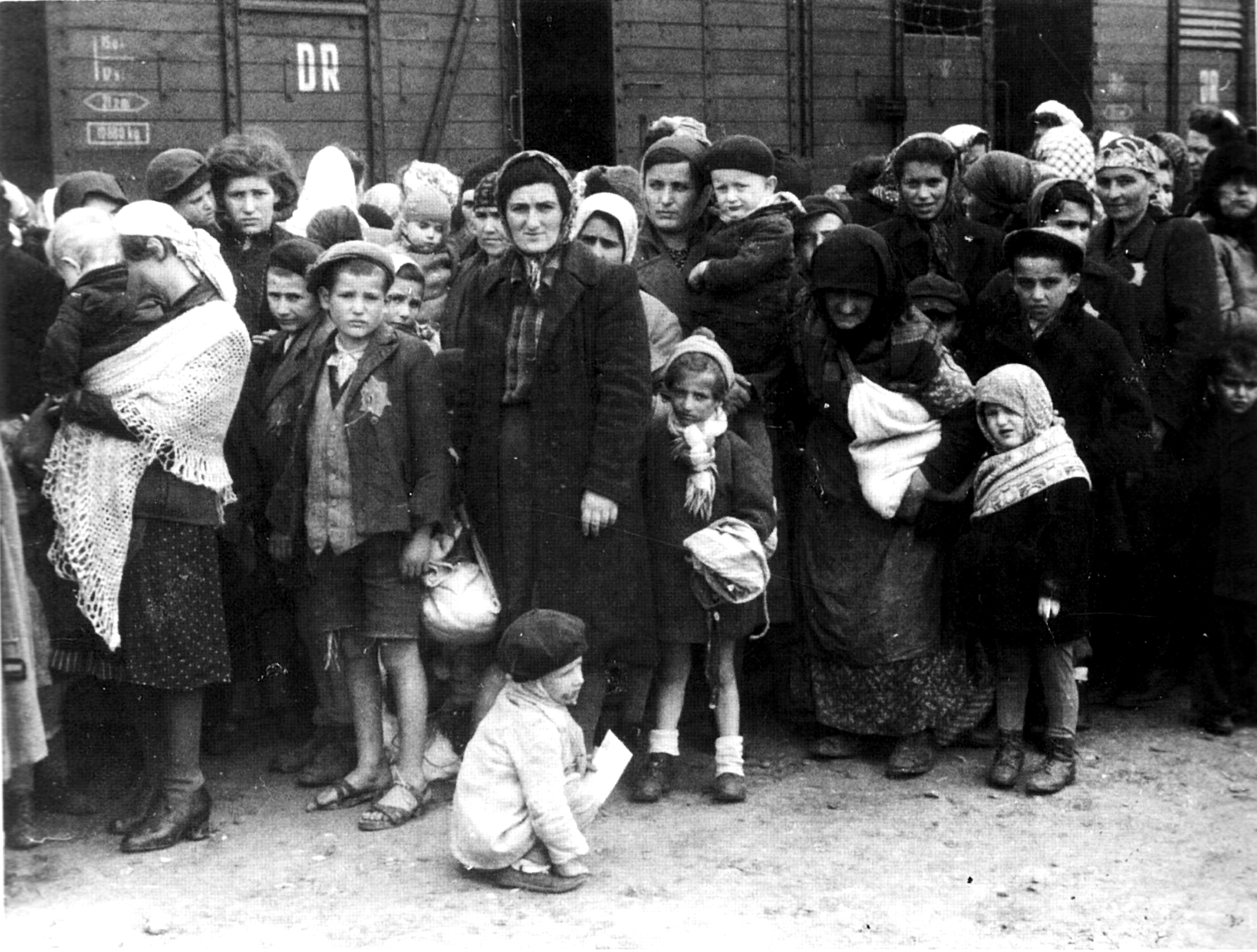
Judíos húngaros desembarcando del tren. Una de las imágenes del álbum.

El Álbum de Auschwitz es un registro fotográfico del Holocausto durante la Segunda Guerra Mundial. Este y las fotografías del Sonderkommando son la única evidencia pictórica conocida del proceso de exterminio dentro de Auschwitz II-Birkenau, el campo de exterminio alemán en la Polonia ocupada.
La identidad del fotógrafo es incierta, pero puede haber sido Ernst Hoffmann o Bernhard Walter, dos hombres de las SS responsables de tomar huellas digitales y tomar una identificación con fotografía de los prisioneros que no fueron seleccionados para el exterminio. El álbum tiene 56 páginas y 193 fotografías. Originalmente, tenía más fotos, pero antes de ser donadas a Yad Vashem, el museo del Holocausto en Israel, algunas de ellas fueron entregadas a sobrevivientes que reconocieron a familiares y amigos.

## Descripción
Las imágenes siguen el procesamiento de los judíos húngaros recién llegados de Rutenia subcarpática a principios del verano de 1944. Documentan el desembarco de los prisioneros judíos de los vagones del tren, seguido del proceso de selección, realizado por doctores de las SS y guardianes del campo, que separaba a los que se consideraban aptos para el trabajo de los que iban a ser enviados a las cámaras de gas. El fotógrafo siguió a grupos de los seleccionados para el trabajo, y los seleccionados para la muerte a un bosque de abedules a las afueras de los crematorios, donde se les hizo esperar antes de ser asesinados. El fotógrafo también documentó el funcionamiento de las instalaciones de almacenamiento Canadá, donde las pertenencias saqueadas de los prisioneros eran clasificadas antes del transporte a Alemania.
La supervivencia del álbum es notable, dados los arduos esfuerzos realizados por los nazis para mantener la "Solución Final" en secreto. También es notable la historia de su descubrimiento. Lili Jacob (más tarde Lili Jacob-Zelmanovic Meier) fue seleccionada para trabajar en Auschwitz-Birkenau, mientras que los otros miembros de su familia fueron enviados a las cámaras de gas. El campo de Auschwitz fue evacuado por los nazis cuando se acercó el ejército soviético. Jacob pasó por varios campos, llegando finalmente al campo de concentración de Dora, donde finalmente fue liberada. Al recuperarse de una enfermedad en un cuartel desocupado de las SS, Jacob encontró el álbum en un armario al lado de su cama. En el interior, encontró fotos de sí misma, sus familiares y otras personas de su comunidad. La coincidencia fue asombrosa, dado que el campamento Nordhausen-Dora estaba a más de 640 km, y que más de 1,100,000 personas fueron asesinadas en Auschwitz.
La existencia del álbum se conocía públicamente al menos desde la década de 1960, cuando se utilizó como prueba en los Juicios de Auschwitz en Fráncfort. El cazador de nazis Serge Klarsfeld visitó a Lili en 1980 y la convenció de que donara el álbum a Yad Vashem. El contenido del álbum se publicó por primera vez ese año en el libro «The Auschwitz Album», editado por Klarsfeld.

## Temas relacionados
El preso polaco Wilhelm Brasse tomó decenas de miles de imágenes de los presos, trabajando como fotógrafo para los alemanes en Auschwitz.